# Claudio Pérez
Claudio Daniel Pérez (José Clemente Paz, 26 dicembre 1985) è un ex calciatore argentino, di ruolo difensore.

## Caratteristiche tecniche
Difensore centrale, può essere schierato anche come terzino destro.